# كمال شحادة
كمال شحادة هو وزير المهجرين اللبناني منذ فبراير 2025، وهو شخصية لبنانية بارزة في مجال الاتصالات، وقد عرف بخبرته الطويلة في تطوير وتنظيم قطاع الاتصالات على المستويين المحلي والدولي. كان له دور بارز في تنظيم وتطوير قطاع الاتصالات في لبنان، خاصة خلال فترة توليه عدة مناصب تنظيمية.

## التعليم والنشاط
حصل كمال شحادة على شهادات أكاديمية متقدمة في مجالي القانون والاتصالات، مما أتاح له التدرج في المناصب القيادية داخل هذا القطاع. بدأ مسيرته في مجال التشريعات والسياسات التنظيمية، حيث كان له دور محوري في صياغة القوانين التي تحكم صناعة الاتصالات في لبنان والمنطقة.

#### المناصب البارزة
- رئيس مجلس إدارة الهيئة المنظمة للاتصالات (TRA) في لبنان.[5]
- رئيس الشؤون القانونية والتنظيمية في مجموعة "اتصالات": حيث تولى مسؤولية تطوير السياسات القانونية والتنظيمية لضمان الامتثال للقوانين المحلية والدولية، مما ساهم في تعزيز الشراكات الاستراتيجية مع الجهات الحكومية.[6]
- رئيس مجلس إدارة شركة أتلانتيك تيليكوم: حيث عمل على توسيع نطاق عمل الشركة في أسواق الاتصالات الناشئة.[7]
- عضو في مجلس إدارة "مجلس سامينا للاتصالات".[8]

ساهم كمال شحادة في تطوير التشريعات التي تنظم قطاع الاتصالات في لبنان. كما قاد مشاريع استراتيجية عززت من نمو مجموعة "اتصالات" في الأسواق العالمية. فعمل شحادة على تحديث البنية التحتية الرقمية وتحسين تجربة العملاء في قطاع الاتصالات.

## تعيينه وزير المهجرين
كان اسم كمال شحادة من بين الأسماء المطروحة لتولي حقيبة وزارة الاتصالات في الحكومة اللبنانية برئاسة نواف سلام. وتعتبر خبرته الواسعة في قطاع الاتصالات من العوامل التي تجعل ترشحه لهذا المنصب ذو أهمية كبيرة، حيث يُتوقع أن يسهم في إحداث نقلة نوعية في هذا القطاع الحيوي. لكنه في نهاية الأمر في 8 فبراير 2025 مولى منصب وزير المهجرين في حكومة نواف سلام.

## مواقف
في سياق الجدل السياسي حول قرار الحكومة اللبنانية بحصر سلاح حزب الله بيد الدولة، صرّح كمال شحادة أن الحكومة "لن تعيد النظر بقرار حصر السلاح بيد الدولة"، مؤكداً أن هذا القرار يؤمّن مستقبل لبنان، وأن "اللبنانيين مجمعون على أن السلاح بأيدي الميليشيات ضار".

## أنظر أيضًا
- مجلس الوزراء اللبناني
- حكومة نواف سلام

## روابط خارجية
موقع مجلس الوزراء اللبناني